# (12381) Hugoclaus
(12381) Hugoclaus est un astéroïde de la ceinture principale.

## Description
(12381) Hugoclaus est un astéroïde de la ceinture principale. Il fut découvert le 12 août 1994 à La Silla par Eric Walter Elst. Il présente une orbite caractérisée par un demi-grand axe de 2,77 UA, une excentricité de 0,10 et une inclinaison de 9,1° par rapport à l'écliptique.

## Compléments